# Muwatalli II
Muwatalli II (mNIR.GÁL) was een koning van het nieuwe koninkrijk van de Hettieten (1295–1272 v.Chr.). Als oudste overlevende zoon van Mursili II staat hij bekend als de Hettitische heerser die tegen Ramses II een onbesliste strijd leverde in de slag bij Kadesh rond 1274 v.Chr. Kort na het bestijgen van de troon verplaatste hij de hoofdstad naar Tarhuntassa door de invallen van de Kaskiërs; hij benoemde zijn broer Hattusili tot onderkoning van het noordelijke Bovenland, maar een ander tot gouverneur van Hattusa.
Een kopie van een verdrag tussen hem en Alaksandu, heerser van Wilusa is gevonden.
Sommigen hebben overeenkomsten met Alexander/Paris en (W)ilion uit de Ilias van Homerus gezien.
Muwatalli hernieuwde een verdrag met Talmi-Sarruma van Aleppo, dat zijn vader Mursilli II oorspronkelijk met hem gesloten had:
Mijn vader Mursilli had een verdragstablet gemaakt for Talmi-Sarruma, de koning van Aleppo, maar het tablet is gestolen. Ik, de grootkoning, heb een nieuw tablet geschreven. Ik heb het voorzien van mijn zegel. Ik heb het aan hem gegeven. In de toekomst mag niemand de woorden van dit tablet veranderen.

Egyptologen zijn daarnaast van mening dat Muwatalli een informeel vredesverdrag of overeenkomst met Seti I aangaande Kadesj heeft getroffen, om een botsing tussen de twee grootmachten over Syrië te voorkomen. In dit verdrag staat Seti I in feite Kadesh af aan de Hettitische koning om zo meer aandacht te kunnen besteden aan interne problemen in Egypte.
Muwatalli had ten minste twee kinderen, beide met Hurrische namen ter ere van de Hurrische stormgod Teshub. De ene was een zoon, Urhi-Teshub, die later koning Mursili III werd totdat Hattusili III hem afzette. Een andere was mogelijk een dochter, Ulmi-Teshub ("slavin van Teshup"), die Hattusili ofwel uithuwelijkte aan koning Kurunta van Tarhuntassa, ofwel (indien het een mannelijke nakomeling betrof) hernoemde tot Kurunta en hem koning maakte.
De oudste bekende inscriptie in steen in hiërogliefisch Luwisch dateert van de regering van Muwatalli II (even na 1300 v.Chr.) Het is een klassieke inscriptie van een gebouw van de hand van zijn broer Talmisarruma. Het Luwisch is hiermee in deze tijd begonnen het cuneïforme Hettitisch naar de achtergrond te dringen.
Muwatalli's naamgenoot, Muwatalli I, was een koning uit het Middelrijk, vroeg in de 14e eeuw v.Chr., de voorganger van Tudhaliya I.